# Pilipy
Pilipy (ukr. Пилипи) – wieś na Ukrainie, w obwodzie iwanofrankiwskim, w rejonie kołomyjskim.

## Urodzili się
- Iwan Starczuk (1894–1950) – ukraiński archeolog, historyk sztuki okresu starożytnego i starożytnej Rusi Kijowskiej.